# ハイラン州
ハイラン州（ハイランしゅう、Haylan region, Gobolka Haylaan）はプントランドが独自に設けている行政区画。ソマリアおよびソマリランドの行政区画ではサナーグ州の一部とされている。
サナーグ州の東はプントランドが、西はソマリランドが支配している。そのため、プントランド政府は自分の支配地域をハイラン州と呼び、サナーグ州と区別している。
一方ソマリランドでは、2008年にカヒン大統領がサナーグ州の東部（すなわちハイラン州）を「バハン州」として独立させたが、議会の承認を得られず再びサナーグ州の一部とされている。

## 地区
ハイラン州は次の3地区からなる。
- ダハール地区 - 中心都市ダハール。ダハールは州都でもある。
- ヒンガロール地区 - 中心都市ヒンガロール
- エル・アヨ地区 - 中心都市エル・アヨ

## 沿革
2003年12月4日、プントランド政府はベンダーカシム、カルカール、ハイランの4地域を設けた、と発表した。
2016年7月、ダハール州知事のマハメド・ファラー・イセは、2017年に予定されているソマリランド選挙に関連して、選挙を阻止しようとするプントランド軍とソマリランド軍との対立が生じており、地元の人々がプントランド軍に物資を支援していると発表した。
2019年10月、プントランド政府はソマリアの計画長官がハイラン州の首都ダハールに事務所を開設することを違法と宣言した。

## 主要人物

### 知事 (Gudoomiyaha Gobalka Haylaan, Gudoomiyaha G.Haylaan)

#### マハメド・ファラー・イセ
Maxamed Faarax Ciise (Jeentallo, jeentalo)
2012年2月、プントランド教育大臣がダハール (ソマリア)を訪問し、マハメド・ファラー・イセはハイラン州知事の立場で歓迎。

#### サイード・フセイン・マハムード・イブラッド
Siciid Xuseen Maxamuud Irbad
2019年7月、プントランド大統領のサイード・アブドゥライ・デニはサイード・フセイン・マハムードをハイラン州知事に任命した。

### 副知事
- Cabdisalaan Maxamed Muuse [8]

### ハイラン州代表の国会議員
- サイード・ハッサン・シレ（英語版）（Said Hassan Shire）2014[9]
- アブディハキム・モハメド・アフメド（Abdihakim Mohamed Ahmedi (Dhoobo)）2014[9]
- アフメド・アリ・ハシ（Ahmed Ali Hashi）2014[9]
- モハメド・アリ・グレド（Mohamed Ali Guled）2014[9]